# Edvard Zajec
Edvard (Edward) Zajec, slovenski slikar in grafik, * 11. februar 1938, Trst, † 25. november 2018.

## Življenje in delo
Obiskoval je slovensko gimnazijo v Trstu (1949-1957) na kateri je risanje poučeval Avgust Černigoj in  Cooper school of art (1958-1961) v Clevelandu, kamor se je preselil s starši.  V letih 1961–1963 je živel v ZRN, nato študiral slikarstvo na ALU v Ljubljani (1964-1966; diplomiral pri prof. G. Stupici), od 1966–1968 bil na podiplomskem izpopolnjevanju na Ohio University (odd. za lepe umetnosti — »fine arts«), nato je učil slikarstvo na Carleton collegeu (1968-1969) in 1969–1970 na Saint Olaf collegeu (oba Northfield, Minnesota). Tedaj se je začel ukvarjati z računalniško grafiko, ki je pozneje postala glavno področje njegovega ustvarjanja. Leta 1970 se je vrnil v Trst, bil svobodni umetnik in 1973–1980 prof. risanja na slovenskem učiteljišču; hkrati se je ukvarjal z raziskovanjem novih možnosti računalniške grafike. Poleti 1980 je na povabilo univerze v Syracusi (odd. za medijske študije) ponovno odšel v ZDA, kjer je ustanovil posebno študijsko skupino za računalniško grafiko. Sodeloval je na vseh pomembnejših svetovnih multimedijskih manifestacijah in imel vrsto samostojnih razstav. Svoje poglede na računalniško umetnost je predstavil v več člankih.